# 坂本朱里
坂本 朱里（さかもと あやり、1991年10月15日 - ）は、京都府出身のスポーツクライミング選手。

## 来歴
京都府出身。京都産業大学附属高等学校卒業。2015年に京都産業大学外国語学部卒業。大学在学時はワンダーフォーゲル部に所属。2014年ボルダリング・ジャパンカップ11位。2016年IFSCクライミング・アジア選手権5位。IFSC2016年ドイツ10位。クラックス京都所属。